# Стовпецька сільська рада
Стовпе́цька сільська́ ра́да — колишній орган місцевого самоврядування в Дубенському районі Рівненської області. Адміністративний центр — село Стовпець.

## Загальні відомості
- Стовпецька сільська рада утворена в 1987 році.
- Територія ради: 43,567 км²
- Населення ради: 1 252 особи (станом на 2001 рік)

## Населені пункти
Сільській раді підпорядковані населені пункти:
- с. Стовпець
- с. Дубовиця
- с. Забірки
- с. Кам'яна Верба
- с. Рідкодуби

## Склад ради
Рада складається з 16 депутатів та голови.
- Голова ради: Пляшко Віктор Стенпанович

### Керівний склад попередніх скликань
| Прізвище, ім'я, по батькові | Основні відомості                                                                     | Дата обрання | Дата звільнення |
| --------------------------- | ------------------------------------------------------------------------------------- | ------------ | --------------- |
| Пляшко Віктор Степанович    | Сільський голова, 1959 року народження, член Української Народної Партії              | 26.03.2006   | 31.10.2010      |
| Пляшко Віктор Стенпанович   | Сільський голова, 1959 року народження, освіта вища, член Української Народної Партії | 31.10.2010   |                 |

Примітка: таблиця складена за даними сайту Верховної Ради України